# Universitat de Montevideo
La Universitat de Montevideo (UM) (castellà: Universidad de Montevideo) és una universitat privada ubicada a Montevideo, Uruguai. Va ser creada el 1986 però no va ser reconeguda oficialment fins al 1997.
La UM va sol·licitar a la Prelatura de la Santa Creu i Opus Dei, institució de l'Església Catòlica, l'orientació de la formació cristiana i l'assistència espiritual que ella oferix, sense distinció de credos religiosos.

## Unitats acadèmiques
La universitat té 5 facultats i altres 3 dependències i la seva oferta acadèmica (el 2009) és:
- Facultat de Ciències Empresarials i Economia: 3 carreres, 3 màsters i 1 curs d'especialització.
- Facultat de Dret: 2 carreres, 2 postgraus i 4 màsters.
- Facultat de Comunicació: 1 llicenciatura, 1 màster i 1 diplomatura.
- Facultat d'Humanitats: 5 professorats, 1 magisteri bilingüe, 2 llicenciatures i 2 diplomatures.
- Facultat d'Enginyeria: 3 carreres, 1 diplomatura i 2 cursos d'especialització.
- Escola de Negocis (IEEM)
- Centre de Ciències Biomèdiques: 6 màsters.
- Institut Superior d'Educació: 5 professorats, 1 magisteri bilingüe i 1 diplomatura.